# Foggia (stad)
Foggia is een stad in Zuid-Italië, in de regio Apulië (Italiaans: Puglia). In 2022 had de stad 146.803 inwoners.
De stad is een centrum van agro-industrie en van papierindustrie.

## Geschiedenis
Foggia is waarschijnlijk gesticht vanuit de stad Arpi, een Griekse en later Romeinse nederzetting iets ten noorden van Foggia. 
Willem II van Sicilië liet er in de 12e eeuw een kathedraal bouwen. In 1222 beval keizer Frederik II, koning van Sicilië, de bouw van een paleis in Foggia. Bartholomeus van Foggia was de architect. Zodra het paleis klaar was, maakte Frederik II van Foggia zijn residentie en de hoofdstad van het koninkrijk Sicilië. Frederik II liet de stadsmuren van Foggia slechten als straf voor de steun van de stad aan de paus. Ook Karel I van Napels hield hof in Foggia en stierf daar ook in 1285. Van de late middeleeuwen tot 1806 werd de belasting op schapen tijdens de transhumance geheven in Foggia. De stad was ook een belangrijke marktplaats voor wol. De stad werd zwaar beschadigd bij een aardbeving in 1731.
In de 19e eeuw was de stad een centrum van de revolutionaire Carbonari. De stad werd een spoorwegknooppunt. Tijdens de Tweede Wereldoorlog, in 1943, werd er hevig in en om de stad gevochten, met name rond de luchtmachtbasis. Hierbij liep de stad zware schade op.

## Sport
US Foggia is de professionele voetbalploeg van Foggia en speelt in het Stadio Pino Zaccheria. US Foggia was in 1994-1995 voor het laatst actief op het hoogste Italiaanse niveau de Serie A.

## Partnersteden
- Wałbrzych (Polen)

## Monumenten
Foggia is voor een groot deel een moderne stad, herbouwd na de aardbeving van 1731 en de schade van de Tweede Wereldoorlog.
Belangrijke monumenten zijn:
- Kathedraal
- Ruïnes van het paleis van keizer Frederik II, daterend uit de 13e eeuw

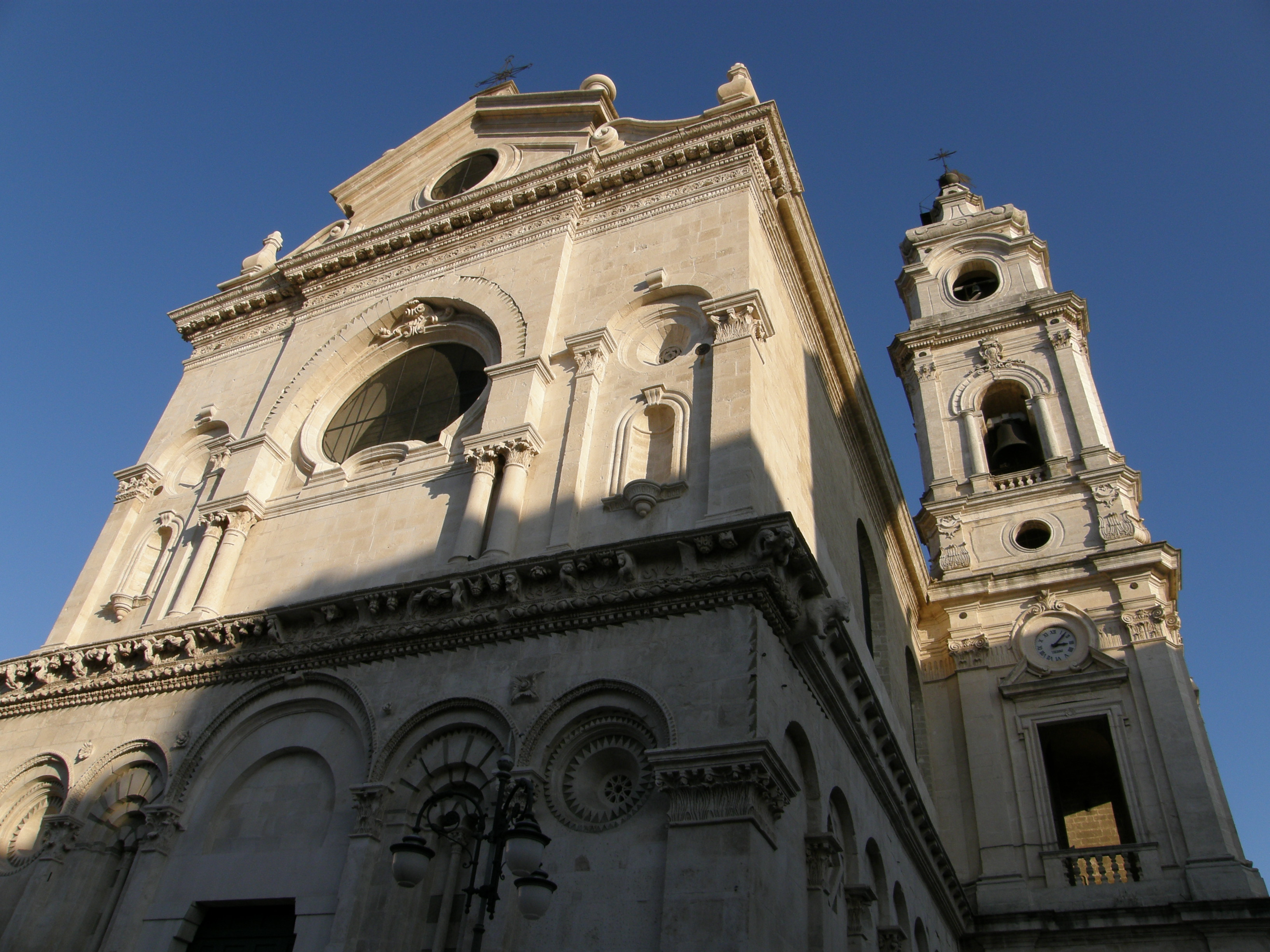
Kathedraal
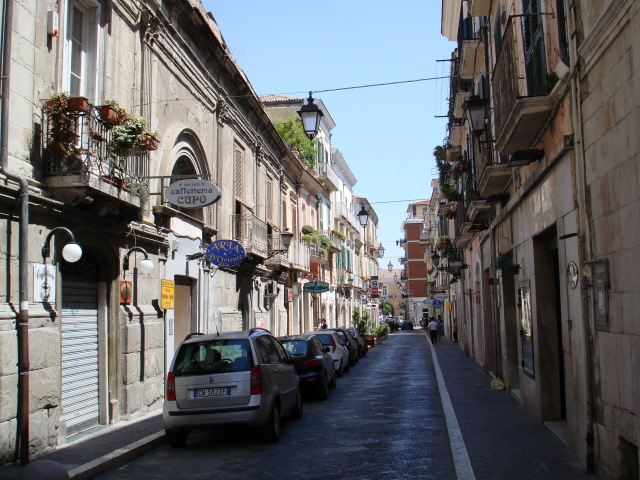
Oud stadscentrim (Via Arpi)
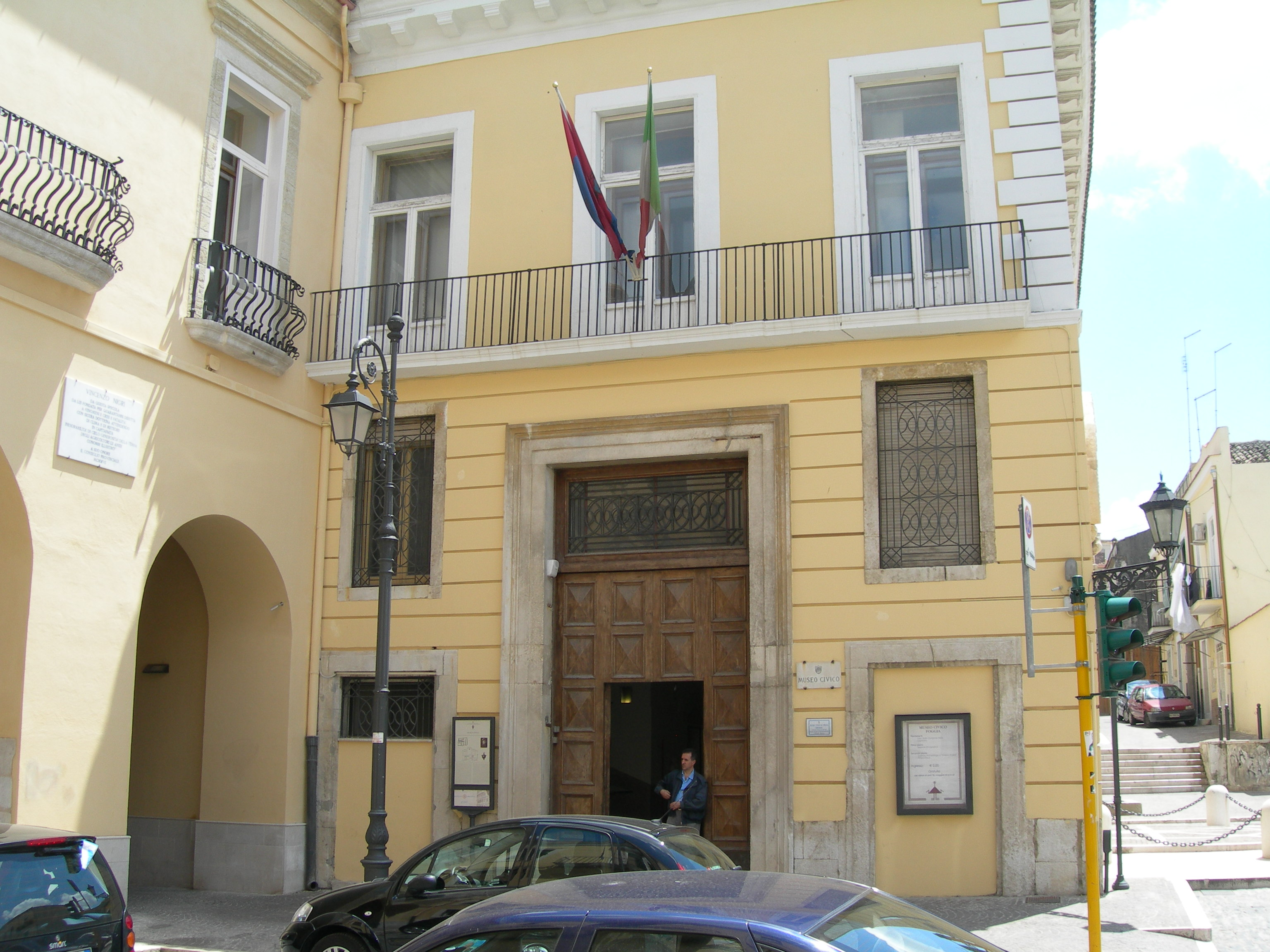
Museo civico
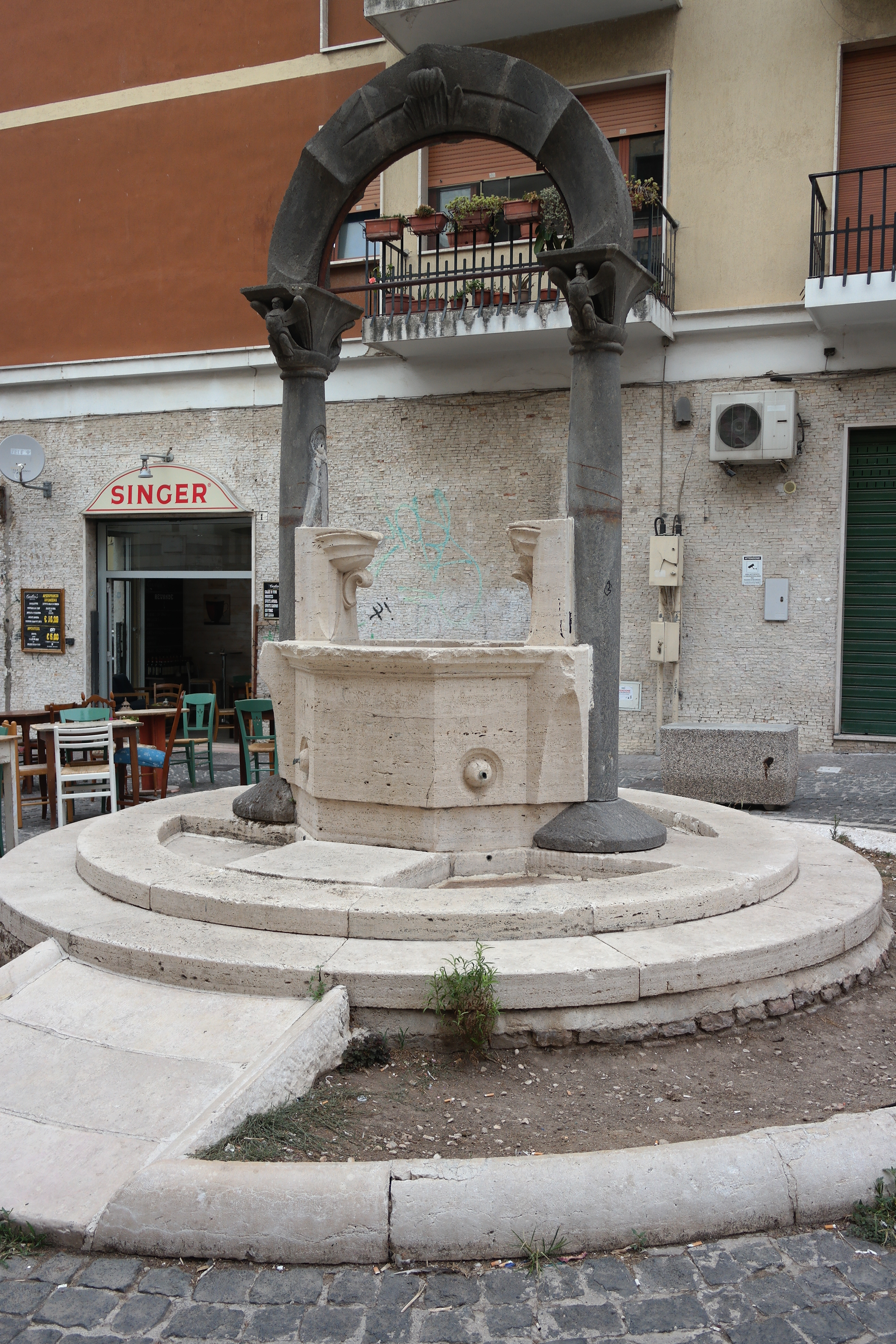
Piazza Federico II

## Geboren in Foggia
- Umberto Giordano (1867-1948), componist
- Alfonso Matrella (1913-1992), componist en dirigent
- Caterina Davinio (1957), dichteres, schrijfster en kunstenares.